# Auguste Rejon
Auguste Rejon, né le 23 juillet 1893 à La Trinité (Martinique) et mort le 7 mars 1973 dans la même commune, est un homme politique français.

## Biographie
Auguste Rejon nait le 23 juillet 1893 à La Trinité. Il est d'abord est instituteur puis directeur d'école à Fort-de-France. Il reçoit la médaille de bronze de l’Éducation nationale, puis est promu officier de l'instruction publique[réf. souhaitée]. Ancien combattant de la Première Guerre mondiale, Auguste Rejon préside, à la fin du conflit, la mutuelle indépendante des anciens combattants de La Trinité.  Il est ainsi décoré de la Médaille coloniale avec agrafe « Tunisie » en 1916, de l’Ordre de l'Étoile d'Anjouan et de la Légion d'honneur.
Lors de la seconde guerre mondiale, il choisit la résistance dès juillet 1940. Mais son action de résistant est découverte. Il est alors interné le 24 juin 1943 au Fort Desaix. Après la Libération de la Martinique, Auguste Rejon devient membre du comité de vigilance et des commissions de redressement des situations des fonctionnaires révoqués ou rétrogradés par Vichy.
Auguste Rejon commence sa carrière politique en devenant maire de La Trinité en 1945 et conseiller général du canton de La Trinité, mandat qu'il conserve jusqu'en 1955. Il assure aussi la vice-présidence de l'association des maires de la Martinique. A ces différents titres, Auguste Rejon participe à de nombreuses délégations auprès des ministères de l'Intérieur, des Finances, de l’Économie et de l’Éducation nationale, et auprès d'organismes financiers comme le Fonds d'investissement des départements d'outre-mer.
Le 22 juin 1958, à l'occasion d'une élection partielle provoquée par le décès d'Émile Lodéon, Auguste Rejon est élu sénateur de la Martinique sous l'étiquette SFIO. Il entre à la commission des affaires étrangères, de la défense et des forces armées Son mandat au Palais du Luxembourg s'achève dix mois plus tard. En effet, il ne se représente pas aux élections sénatoriales françaises de 1959 et se retire alors de la vie politique nationale. Il perd son mandat de conseiller général aux élections cantonales de 1955 mais il est  réélu maire de La Trinité en mars 1959 et en mars 1965. Il ne se représente pas aux élections municipales de 1971 après vingt-trois ans de mandat.
Il s'éteint le 7 mai 1973 à l'âge de soixante-neuf ans.

## Détail des fonctions et des mandats
Mandat parlementaire
- 22 juin 1958 - 26 avril 1959 : Sénateur de la Martinique

Mandat locaux
- 1945 - 1971 : Maire de La Trinité
- 1945 - 1955 : Conseiller général du canton de La Trinité